# Caspar Wessel
Caspar Wessel   (Vestby, 8 de juny de 1745 - Copenhaguen, 25 de març de 1818) (1745-1818) fou un matemàtic i cartògraf del segle xviii, conegut per haver estat el primer a proporcionar una interpretació geomètrica dels nombres complexos. Se'l considera tradicionalment noruec, però, en realitat, quan va néixer, l'actual Noruega pertanyia al Regne de Dinamarca i va passar quasi tota la seva vida a Copenhaguen.

## Vida i obra
Wessel va néixer a Vestby, uns quaranta quilòmetres al sud de l'actual Oslo; era el sisè dels catorze fills de Jonas Wessel, el capellà de la zona. Als dotze anys, va anar a estudiar a l'escola catedralícia de Christiania (actual Oslo) amb dos dels seus germans més grans: Johan Herman i Ole Christopher.
A partir de 1760, els tres germans i un altre, més gran, Jonas, van anar a estudiar a la Universitat de Copenhagen; Noruega en aquell temps pertanyia al regne de Dinamarca i no tenia cap universitat. Jonas va ser funcionari al Ministeri de Finances, Ole Christopher va fer carrera com advocat a Oslo i Johan Herman va ser un reconegut poeta que va morir molt jove.
Caspar Wessel, com el seu germà Ole Christopher, es va graduar en lleis. Tots dos, per aconseguir diners per viure mentre estudiaven, van treballar com a cartògrafs per a la Reial Acadèmia Danesa. Mentre Ole Christopher, va obtenir ràpid la graducació (1770) i se'n va tornar a Oslo, Caspar no es va graduar fins molt més tard (1778) i mentrestant va convertir la cartografia en la seva professió. El 1798 va esdevenir superintendent cartògraf de la Reial Acadèmia i, tot i retirar-se el 1805, va continuar fent treballs especials de topografia per l'Acadèmia, fins que el 1812 el reumatisme el va obligar a deixar-ho.
La fama de Wessel com a matemàtic rau en un únic article publicat en danès a les Memòries de la Reial Acadèmia el 1799 amb el títol de Om directionens analytiske beregning, et forsøg, anvendt fornemmelig til plæne og sphaeriske polygoners opløsning (Sobre la representació analítica de les direccions: un intent dirigit sobretot a resoldre polígons plans i esfèrics), escrit el 1796 i llegit en una sessió de l'Acadèmia el 10 de març de 1797.
El fet d'haver estat publicat en danès, feu que no tingués cap difusió i fos totalment desconegut pels grans matemàtics de l'època. Només a finals del segle xix va ser descobert per Christian Juel i traduït al francès, i hom va poder descobrir que Wessel havia anticipat Jean-Robert Argand quinze anys en la interpretació geomètrica dels nombres complexos. L'article està clarament inspirat en el seu treball de mesures topogràfiques trigonomètriques: en un informe topogràfic de 1779, parlant de les projeccions d'un el·lipsoide en un pla, ja havia establert que, per calcular les coordenades d'un punt, calia establir la seva direcció amb la fórmula {\displaystyle T(\cos w+{\sqrt {-1}}\sin w)}. Coneixent les habilitats trigonomètriques del nostre agrimensor, no és estrany pensar que pogués arribar fàcilment a una fórmula com {\displaystyle (\cos w^{n+1}+{\sqrt {-1}}\sin w^{n+1})}.